# Chanodichthys
Chanodichthys är ett släkte av fiskar. Chanodichthys ingår i familjen karpfiskar.
Kladogram enligt Catalogue of Life:
| Chanodichthys | \| \| Chanodichthys abramoides \| \| \| \| \| \| Chanodichthys dabryi \| \| \| \| \| \| Chanodichthys erythropterus \| \| \| \| \| \| Chanodichthys mongolicus \| \| \| \| \| \| Chanodichthys oxycephalus \| \| \| \| |
|               | \| \| Chanodichthys abramoides \| \| \| \| \| \| Chanodichthys dabryi \| \| \| \| \| \| Chanodichthys erythropterus \| \| \| \| \| \| Chanodichthys mongolicus \| \| \| \| \| \| Chanodichthys oxycephalus \| \| \| \| |
|               | Chanodichthys abramoides |
|               | |
|               | Chanodichthys dabryi |
|               | |
|               | Chanodichthys erythropterus |
|               | |
|               | Chanodichthys mongolicus |
|               | |
|               | Chanodichthys oxycephalus |
|               | |